# Beaver Creek (Maryland)
Beaver Creek – jednostka osadnicza w Stanach Zjednoczonych, w stanie Maryland, w hrabstwie Washington.